# Scott-Eisfälle
Die Scott-Eisfälle sind ausgedehnte Gletscherbrüche in der antarktischen Ross Dependency. Im Königin-Maud-Gebirge liegen sie zwischen dem Otway-Massiv und dem südlichen Teil der Dominion Range nahe dem Kopfende des Mill-Gletschers.
Wissenschaftler einer von 1961 bis 1962 durchgeführten Kampagne der New Zealand Geological Survey Antarctic Expedition benannten sie nach dem britischen Polarforscher Robert Falcon Scott (1868–1912).